# Kaufhaus Görlitz
Das Kaufhaus Görlitz, auch Zum Strauss und Warenhaus Görlitz genannt, ist ein denkmalgeschütztes Gebäude in Görlitz, das im Stil des Historismus erbaut und mit Elementen des Jugendstils geschmückt wurde.
Als Jugendstil-Warenhaus „Zum Strauss“ vom jüdischen Kaufmann Louis Friedländer nach dem Vorbild des Berliner Kaufhauses Wertheim erbaut, ist das Görlitzer Kaufhaus das einzige seiner Epoche, das noch heute in seiner ursprünglichen bautechnischen Form existiert. Das Gebäude beeindruckt vor allem durch seine kolossale Innenarchitektur.
Die Baupläne für das „Kaufhaus zum Strauß“ lieferte der Potsdamer Architekt Carl Schmanns. Im Jahr 1912 wurde mit der Realisierung begonnen, es entstand ein Stahlskelettbau mit einer Sandstein-Fassade, ganz wie bei „Wertheim“. Nach nur neun Monaten Bauzeit wurde das Görlitzer Kaufhaus am 30. September 1913 eröffnet, an der Ostseite des Demianiplatzes neben der Frauenkirche errichtet.
Unter verschiedenen Eigentümern wurde es bis zum 15. August 2009 als Kaufhaus betrieben. 2013 erwarb der Unternehmer Winfried Stöcker das Gebäude, der es umbauen und darin ein Kaufhaus mit Vollsortiment eröffnen möchte. Wegen des dafür geplanten Teilabrisses des Gebäudes sowie des Abrisses zweier benachbarter, denkmalgeschützter Villen ist das Vorhaben umstritten.

## Beschreibung
Die Architektur ist dem Historismus zuzuordnen, auffällig sind jedoch vor allem die schmückenden Elemente des Jugendstils. Das Gebäude gilt als das einzige erhaltene Jugendstil-Kaufhaus in Deutschland. Besonders der aufwendig gestaltete Innenraum mit den freitragenden Treppen und der verzierten Glaskuppel lockte viele Besucher an. An den tragenden Stützen befinden sich ebenfalls Jugendstil-Ornamente. Große, reich geschmückte Kronleuchter hängen von der Decke herab.
Das Kaufhaus hatte zuletzt eine Gesamtnutzfläche von rund 10.000 Quadratmetern, davon war die Hälfte Verkaufsfläche. Der Rest entfiel auf Büroräume (475 m²), Lagerfläche (2750 m²) und sonstige Flächen (1160 m²).

## Geschichte

### Bau und Eröffnung

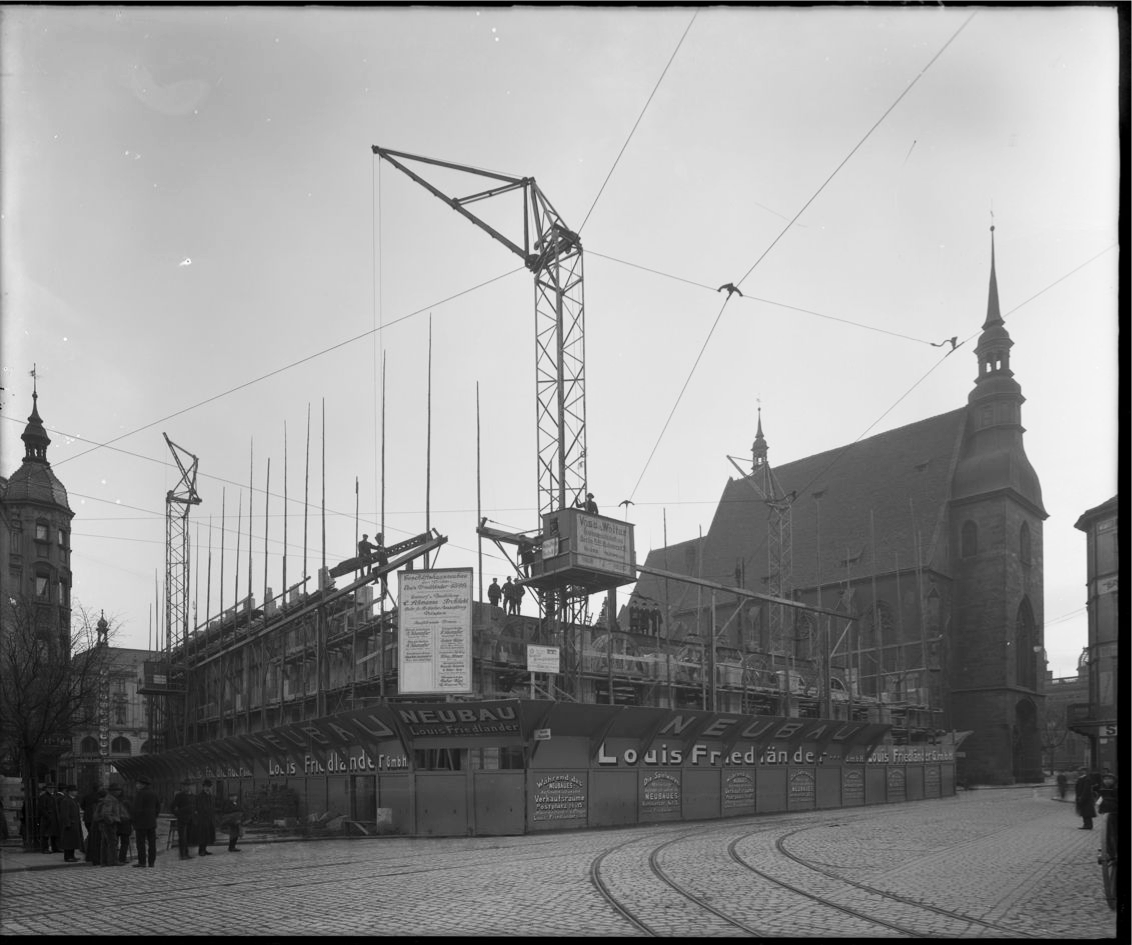
Bau des Kaufhauses im Dezember 1912, im Hintergrund die Frauenkirche (Foto: Robert Scholz)

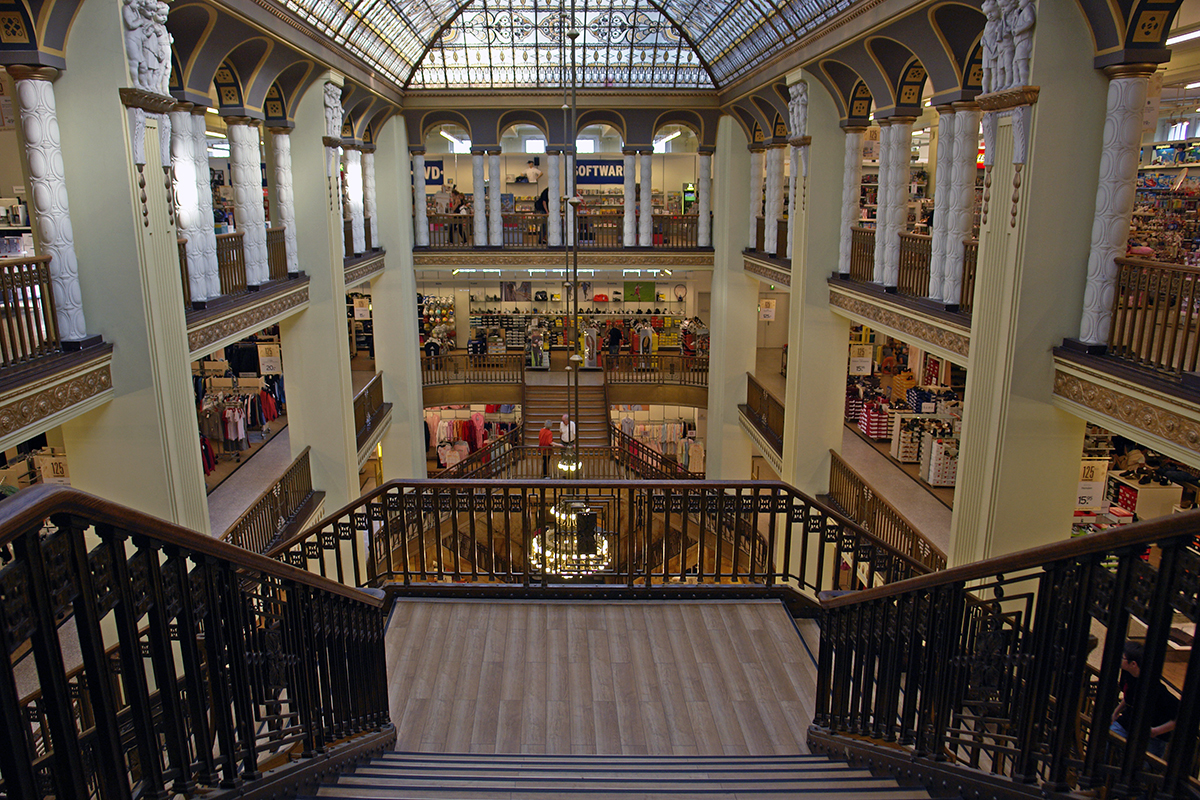
Lichthof (2006)

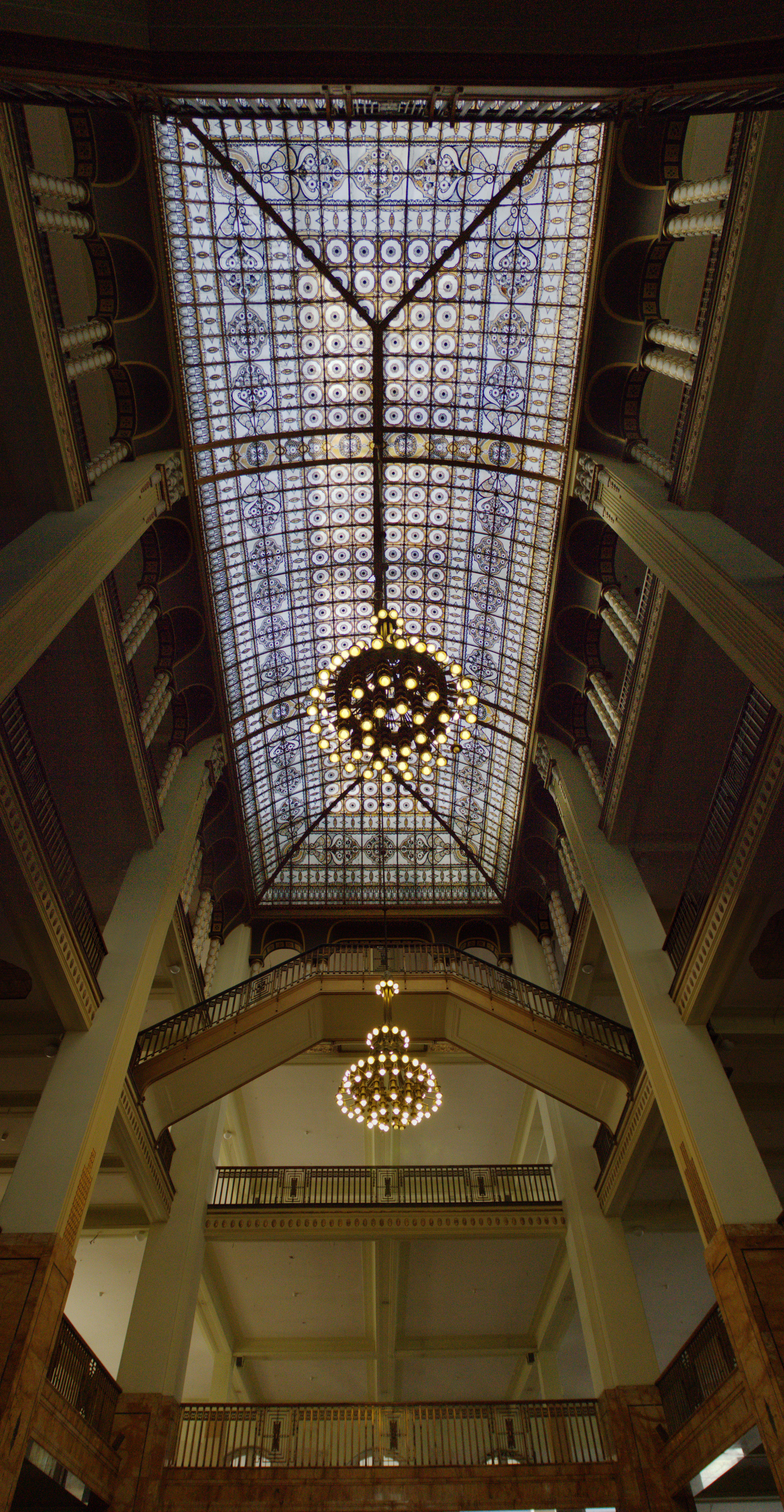
Glasdach und Kronleuchter im leeren Kaufhaus (2015)

Im Jahr 1717 befand sich am heutigen Standort der Gasthof „Goldener Strauß“, der später zum Hotel ausgebaut wurde. Der Görlitzer Magistrat wünschte an dieser Stelle ein Warenhaus nach dem Vorbild des Berliner Kaufhauses Wertheim am Leipziger Platz. Die Baupläne für das „Kaufhaus zum Strauß“ lieferte der Potsdamer Architekt Carl Schmanns.
Im Jahr 1912, nach Abriss des Hotels, begann der Neubau als Stahlskelettbau, der eine Fassade ganz nach dem gewünschten Vorbild im Jugendstil erhielt. Nach nur neun Monaten Bauzeit wurde das Kaufhaus am 30. September 1913 eröffnet. Die Führung des Hauses lag in den Händen einer kleinen mittelständischen Firma.

### Wechselnde Eigentümer
Im Jahr 1929 erwarb die Rudolph Karstadt AG das Warenhaus.  Die Karstadt-Eigentümer wurden nach dem Zweiten Weltkrieg enteignet und das Haus kam ab 1950 in den Besitz der DDR, die es von der staatlichen HO betreiben ließ. Im Jahr 1958 wurde es ein Centrum Warenhaus und gehörte damit zu einer ganzen Kette solcher Kaufhäuser in mehreren Städten der DDR. Im Jahr 1984 begann die HO mit der Restaurierung der historischen Fassade und des Innenraums.
Nach der Wiedervereinigung erhielt der Karstadt-Konzern das Kaufhaus zurück. In folgenden Neustrukturierungen der Firma wurde es in die Sparte Karstadt Kompakt gelegt, die zum 1. Oktober 2005 an eine britische Investmentgruppe, die Dawnay Day Group, verkauft wurde. Am 1. März 2007 erhielten diese Häuser den historischen Namen Hertie, so auch das Görlitzer Warenhaus.
Das Kaufhaus vertrieb zuletzt Bekleidung, Süßwaren, Einrichtungsgegenstände und andere Warengruppen außer Lebensmitteln. Aufgrund der Grenznähe zu Polen waren sämtliche Beschilderungen zweisprachig verfasst, das Verkaufspersonal war teilweise zweisprachig.

### Schließung 2009
Der Hertie-Eigentümer Dawnay Day wurde im Zuge der Weltfinanzkrise im Sommer 2008 insolvent und war danach nicht mehr am Betrieb der Hertie-Kaufhäuser interessiert, stattdessen wollte Dawnay Day die Gebäude verkaufen. Im Mai 2009 stufte der Hertie-Insolvenzverwalter seine Bemühungen, die Hertie-Kaufhäuser zu retten, endgültig als aussichtslos ein und empfahl den Gläubigern die Betriebsaufgabe. Die Stadt Görlitz begann umgehend mit der Suche nach einem neuen Investor für das Gebäude. Im Vorfeld ihres Besuchs in Görlitz wiederholte Bundeskanzlerin Angela Merkel Ende Mai ihre schon zuvor geäußerte Kritik, Oberbürgermeister Joachim Paulick hätte schon viel früher einen neuen Investor suchen sollen. Am 15. August 2009 war der letzte Verkaufstag. Rund 50 Mitarbeiter waren von der Schließung betroffen.
Ab dem 8. Februar 2010 stand das Gebäude auf Antrag der Stadt unter Zwangsverwaltung, um das Problem der Weiternutzung schneller zu lösen. Neben einer Wiedereröffnung als Kaufhaus war auch eine Nutzung durch das Senckenberg Museum für Naturkunde Görlitz im Gespräch. Das leerstehende Gebäude wurde immer wieder Opfer von Vandalismus: Scheiben wurden eingeschlagen, Fassaden beschmiert. Zur Rettung des Kaufhauses hatte sich sogar eine Bürgerinitiative gebildet, die jedoch keine Lösung fand. Im Jahr 2012 war in dem Gebäude nur eine Parfümerie in Betrieb. Die Parfümerie wurde im November 2012 ausgeraubt.

### Planungen seit 2013
Im Juni 2013 erwarb Winfried Stöcker das Warenhaus. Es soll nach seinen Plänen wieder als Kaufhaus mit hochwertigem Sortiment betrieben werden, die ursprüngliche Verkaufsfläche soll erweitert werden.
Laut Stöcker soll das Objekt künftig Kaufhaus der Oberlausitz (KaDeO) heißen, ein Name, der auf das Berliner Kaufhaus des Westens (KaDeWe) anspielt. Auf der Website und in Werbematerialien wird jedoch vorerst der Name Kaufhaus Görlitz verwendet.
Stöcker dachte ursprünglich, Planung und Umbau könnten zwei Jahre dauern. Dabei unterschätzte er den Planungsaufwand unter anderem im Blick auf den Denkmalschutz. Ende 2019 rechnete Stöcker mit einer Eröffnung „vielleicht in zwei, drei Jahren“; die Bauarbeiten hatten noch nicht begonnen. Der Umbau soll rund 50 Millionen Euro kosten, die Stadt Görlitz ist an diesen Kosten nicht beteiligt.
Die Auseinandersetzung um den Denkmalschutz betrifft auch den von Stöcker beabsichtigten Abriss von zwei alten Stadtvillen mit Denkmalcharakter am Postplatz, mehr als 100 Meter vom Kaufhaus entfernt. Die Villen sind in Stöckers Besitz. Er will sie abreißen lassen, um das angrenzende Parkhaus zu erweitern, die Zufahrt für Lieferanten zu vereinfachen und damit sein Gesamtkonzept in dem Areal umsetzen zu können. Die Denkmalschutzbehörde verbot im März 2021 den Abriss, obwohl Stöcker für diesen Fall gedroht hatte, das ganze Projekt aufzugeben. Zudem hatten 450 Abrissgegner eine Petition an den Stadtrat gerichtet. Oberbürgermeister Octavian Ursu stellte sich auf die Seite des Investors und betonte die Vorteile des Vorhabens für die Stadt. Im Juli 2021 entschied die Landesdirektion Sachsen als übergeordnete Instanz zugunsten von Stöcker. Der Erhalt der Villen sei ihm nicht zumutbar, weil er sonst das Kaufhaus nicht wirtschaftlich betreiben könne. Im Oktober 2021 richtete die Deutsche Stiftung Denkmalschutz wiederum einen dringenden Appell an Oberbürgermeister Ursu, die beiden Villen am Postplatz zu erhalten.
2024 beantragte Stöcker einen Teilabriss des Gebäudes, um einen Anbau mit gläserner Terrasse zu errichten, der vom Landesdenkmalamt nicht genehmigt wurde. Die Stadt Görlitz unterstützt allerdings die Pläne Stöckers.

## Das Kaufhaus als Filmkulisse
Der US-amerikanische Filmregisseur Wes Anderson suchte für den Film Grand Budapest Hotel einen realen Drehort und wurde mit dem Kaufhaus Görlitz fündig. Das Filmteam, unter anderem mit der Schauspielerin Tilda Swinton sowie den Schauspielern Willem Dafoe und Ralph Fiennes, quartierte sich während der mehrmonatigen Dreharbeiten im Hotel Börse am Untermarkt ein. Das führte zu einem kleinen wirtschaftlichen Aufschwung, auch bei den Handwerksfirmen, die für die Herrichtung der Kulissen eingesetzt waren.
Das Streamingportal RTL+ drehte im Jahr 2021 die 1920er Serie Haus der Träume, in der dem Haus eine tragende Rolle zukommt.

## Das Kaufhaus als Konzertsaal
Aufgrund eines Wasserschadens im Görlitzer Haus des Gerhart-Hauptmann-Theaters wurde das 44. Weihnachtskonzert mit acht Aufführungen ab dem 26. November 2022 im Kaufhaus gespielt.